# Hapalopeza tigrina
Hapalopeza tigrina es una especie de mantis de la familia Iridopterygidae.

## Distribución geográfica
Se encuentra en Malasia, Sumatra y Borneo.